# 陳興言
陳興言（17世紀—1642年），字衷丹，福建漳州府漳浦縣籍，南靖縣人，明朝政治人物。

## 生平
陳興言是崇禎九年（1636年）的舉人，十三年（1640年）成特用出身，獲授戶部臨清鈔關榷關主事；十五年（1642年）陞瑞州知府，未及赴任；清朝軍隊包圍河間，他和前太常寺少卿張振秀、臨清總兵官劉源清、臨清州同知路如瀛、判官徐應芳、吏目陳翔龍、宣大總督張宗衡、員外郎邢泰吉、臨汾如縣尹任一同抵抗，數日後城池遭攻破，他肅坐朝堂，面上中兩刀而死，後來清朝追諡烈愍。

## 引用
1. ↑  《太學進士題名碑錄》：明崇禎十五年【十三年】題名碑錄 壬午科【庚辰科】 賜特用出身二百六十三名……陳興言 福建漳州府漳浦縣籍，南靖縣人
2. ↑  光緒《漳浦縣志·卷十二·選舉志上》：崇禎十五年壬午【十三年庚辰】特用進士出身：（註：此條據《漳州府志》補。） 陳興言 字衷丹。戶部主事，升瑞州知府。（註：祖籍舊鎮白沙，出居大水）……崇禎九年丙子蔡高標榜：……陳興言 庚辰特用。殉難。
3. ↑  《欽定勝朝殉節諸臣錄·卷四·通諡烈愍諸臣》：上臨清榷關戶部郎中陳興言，漳浦人；崇禎十五年，大兵至，極力備禦；援不至，臨清破，肅坐堂上，面中兩刃死 見明史及輯覽 。
4. ↑  《明史·卷二百九十一·列傳第一百七十九·忠義三》：張振秀，臨清人。萬曆三十八年進士。……崇禎十五年，大清兵圍河間，遠近震恐。臨清總兵官劉源清偕榷關主事陳興言、同知路如瀛、判官徐應芳、吏目陳翔龍、在籍兵部侍郎張宗衡、員外郎邢泰吉、臨汾如縣尹任及振秀等合力備禦。未幾，城被圍，力拒數日，援不至，城破，並死之。興言，南靖人。